# Firestone Grand Prix of St. Petersburg 2015
Der Firestone Grand Prix of St. Petersburg 2015 fand am 29. März in den Streets of St. Petersburg in Saint Petersburg, Florida, Vereinigte Staaten statt und war das erste Rennen der IndyCar Series 2015.

## Berichte

### Hintergrund
Nach der Absage des Itaipava Brasília Indy 300 in Brasília am 8. März, war der Firestone Grand Prix of St. Petersburg wie auch schon im Vorjahr der Saisonauftakt der IndyCar Series 2015.
Es war das erste IndyCar-Rennen, bei dem das IndyCar-Chassis Dallara DW12 mit Aero-Kits der Motorenhersteller Chevrolet und Honda ausgestattet wurde.
Bei diesem Rennen debütierten zwei Fahrer in der IndyCar Series. Stefano Coletti wechselte als Sechster der GP2-Serie 2014 zu KV Racing Technology. Gabby Chaves, der Meister der Indy-Lights-Saison 2014, schloss sich BHA with Curb Agajanian an.
James Jakes kehrte nach einem Jahr ohne Renneinsatz als Vollzeitpilot bei Schmidt Peterson Motorsports in die IndyCar Series zurück. Sage Karam, der bereits 2014 am Indianapolis 500 teilgenommen hatte, wechselte zu Chip Ganassi Racing, bei denen er zunächst nur ein Cockpit für den Saisonauftakt erhielt. Schlussendlich blieb Karam auch darüber hinaus bei dem Rennstall und erhielt ein Teilzeitcockpit. Er kam bei 12 der 16 Saisonrennen zum Einsatz. Francesco Dracone kehrte fünf Jahre nach seinem IndyCar-Debüt 2010 in die IndyCar Series zurück und erhielt bei Dale Coyne Racing ein Fahrzeug für die ersten fünf Rennen. Luca Filippi wechselte nach sporadischen Einsätzen in der Saison 2014 zu CFH Racing, die ihm ein Fahrzeug für alle Straßenkursrennen gaben. Simona de Silvestro kehrte nach einem Jahr Pause in die IndyCar Series zurück und erhielt bei Andretti Autosport einen Vertrag für den Saisonauftakt. Im weiteren Saisonverlauf erhielt sie das Cockpit bei zwei weiteren Rennen.
Drei Fahrer haben ihre Teams gewechselt. Simon Pagenaud wechselte von Schmidt Peterson Motorsports zum Team Penske, die damit zu einem Vier-Fahrzeug-Team wurden. James Hinchcliffe ersetzte Pagenaud bei Schmidt Peterson Motorsports und verließ damit Andretti Autosport. Andretti reduzierte damit sein Vollzeitaufgebot von vier auf drei Fahrzeuge. Jack Hawksworth ging von BHA/BBM with Curb Agajanian zu A. J. Foyt Enterprises. Damit setzte A. J. Foyt Enterprises 2015 zwei Fahrzeuge durchgängig ein.
Ed Carpenter Racing und Sarah Fisher Hartman Racing fusionierten zu dieser Saison zu CFH Racing. Josef Newgarden blieb als ehemaliger Fahrer von Sarah Fisher Hartman Racing bei dem neuen Rennstall, der sich für Chevrolet als Motorenpartner entschieden hatte.
Mit Hélio Castroneves (dreimal), Will Power (zweimal), Graham Rahal und Hinchcliffe (jeweils einmal) gingen vier ehemalige Sieger bei diesem Grand Prix an den Start.

### Training
Das erste Training fand am Freitag statt und ging über 75 Minuten. Power fuhr die Bestzeit vor seinen Teamkollegen Juan Pablo Montoya und Castroneves. Die schnellsten 19 Fahrer lagen innerhalb einer Sekunde und nur Dracone war als Letzter mit über drei Sekunden Rückstand mehr als 1,5 Sekunden von der Bestzeit entfernt. Die ersten fünf Positionen belegten Chevrolet-Piloten. Hawksworth war als Sechster bester Honda-Pilot. Die Fahrer äußerten, dass die Fahrzeuge dank der Aero-Kits mehr Abtrieb produzierten. Das Training wurde zweimal unterbrochen. Das erste Mal war Coletti, der mit Platz 16 bester Debütant war, mit einem Dreher der Auslöser. Bei der zweiten Unterbrechung lagen Trümmerteile auf der Strecke.
Das zweite Training am Freitag wurde wegen schlechten Wetters abgesagt. Nach einem Regenschauer stand Wasser auf der Strecke.
Im dritten Training am Samstag vor dem Qualifying lagen erneut drei Penske-Fahrer vorne, wobei alle Penske-Fahrer in den Top 5 waren. Power führte vor Pagenaud und Castroneves. Takuma Satō war als Vierter bester Honda-Pilot und der ersten Honda-Fahrer in diesem Jahr, der in einer Trainingssitzung in die Top 5 einzog. In diesem Training waren die ersten 20 Fahrer innerhalb einer Sekunde und Dracone war erneut mit über drei Sekunden Rückstand der einzige Fahrer, dem mehr als 1,5 Sekunden auf die Bestzeit fehlten. Das Training wurde zweimal unterbrochen. Zunächst wurde Sébastien Bourdais aus dem Notausgang der vierten Kurve geboren. Die zweite Unterbrechung löste ein Ausrutscher von Tony Kanaan aus.

### Qualifying
Der erste Abschnitt des Zeittrainings wurde nach dem üblichen Qualifying-System für Straßenkurse in zwei Gruppen ausgetragen. Die sechs schnellsten Piloten jeder Gruppe kamen ins zweite Segment. Die restlichen Startpositionen wurden aus dem Ergebnis des ersten Qualifyingabschnitts bestimmt, wobei den Fahrern der ersten Gruppe die ungeraden Positionen ab 13, und den Fahrern der zweiten Gruppe die geraden Positionen ab 14 zugewiesen wurden. In der ersten Gruppe fuhr Satō die schnellste Runde, in der zweiten Gruppe war Power der schnellste Pilot. Acht Chevrolet- und vier Honda-Fahrer schafften es in den zweiten Teil. Bester Debütant wurde Coletti als 17.
Im zweiten Segment der Qualifikation qualifizierten sich die sechs schnellsten Fahrer für den finalen Abschnitt. Power erzielte die schnellste Rundenzeit, die zugleich die bisher schnellste Zeit bei einer IndyCar-Veranstaltung auf dieser Strecke war. Neben ihm schafften es Pagenaud, Bourdais, Satō, Montoya und Castroneves in den dritten Teil des Qualifyings, die sogenannten Firestone Fast Six.
Im dritten Teil fuhr schließlich Power die schnellste Zeit und erzielte die Pole-Position vor seinen Teamkollegen Pagenaud, Castroneves und Montoya. Somit lagen alle Penske-Piloten auf den ersten vier Positionen. Satō wurde als Fünfter bester Honda-Fahrer.

### Abschlusstraining
Im Abschlusstraining vor dem Rennen war mit Rahal erstmals eine Honda-Pilot am schnellsten. Bourdais wurde Zweiter vor Newgarden.

### Rennen
Power behielt die Führung beim Start. Ryan Hunter-Reay startete als Achter schlecht und fiel auf den 17. Platz zurück. In der ersten Runde gab es Berührungen, die zu Teilen auf der Strecke führten. Überwiegend waren die Anbauteile der Frontflügel betroffen. Power behielt die Führung beim Restart. Nachdem Carlos Huertas nach 19 Runden mit einem Schaden an der Lenkung aufgegeben hatte, begann die erste Boxenstoppphase. Power ging in der 22. Runde an die Box und übergab die Führung für zwei Runden an Pagenaud. Power ging anschließend wieder in Führung. Zwischen ihm und Pagenaud lag Hawksworth auf dem zweiten Platz. Hawksworth hatte sich in der Anfangsphase den Frontflügel beschädigt und war daher nach einem Reparaturstopp auf einer anderen Strategie. Weil durch Berührungen – unter anderem einer Kollision zwischen de Silvestro und Carlos Muñoz in der 22. Runde, bei der Muñoz Teile seines Frontflügels verloren hatte – Trümmerteile auf der Strecke lagen, gab es in der 26. Runde eine Gelbphase.
Das Rennen wurde in Runde 32 wieder freigegeben. Beim Restart gelang es Montoya vor der ersten Kurve Pagenaud und Hawksworth zu überholen und den zweiten Platz zu übernehmen. In der 34. Runde berührten sich Marco Andretti und Chaves vor der zehnten Kurve. Dabei beschädigte sich Andretti den Frontflügel. Ein Teil des Frontflügels wurde dabei über die Tribüne geschleudert und traf eine Zuschauerin am Kopf, die dabei schwer verletzt wurde. Sie erlitt eine Schädelfraktur. Kurz darauf berührte Chaves auch Hinchcliffe. Dabei beschädigte sich Chaves den Frontflügel und Hinchcliffes rechter Reifen wurde beschädigt. Wegen der Trümmerteile wurde eine weitere Gelbphase ausgelöst. Power blieb beim Restart in Führung.
In der 46. Runde rutschte de Silvestro vor der 13. Kurve in Jakes hinein. Jakes ging zu einem Reparaturstopp an die Box und kam schließlich mit zehn Runden Rückstand ins Ziel. De Silvestro wurde von den Rennkommissaren mit einer Durchfahrtsstrafe belegt. Es kam zu einer weiteren Gelbphase. In dieser gingen einige Fahrer an die Box und Hawksworth übernahm die Führung. Es waren die einzigen Führungsrunden eines Nicht-Penske-Piloten. Beim Restart rutscht Pagenaud in der Bremszone vor Kurve 4 ins Heck von Charlie Kimball. Anschließend kollidiert Rahal in der zehnten Kurve mit Kimball. Dadurch wurde die fünfte und letzte Gelbphase ausgelöst. Rahal wurde mit einer Durchfahrtsstrafe belegt und Hawksworth gab die Führung zuvor an Power ab.
Power behielt die Führung beim Restart. Dracone gab das Rennen nach 70 Runden mit technischen Problemen auf. In der letzten Boxenstoppphase ging Power zuerst an die Box. Castroneves übernahm in dieser Phase für eine Runde die Führung. Montoya blieb ebenfalls länger auf der Strecke und ging nach seinem Stopp an Power vorbei und in Führung. Sein Vorsprung nach dem Boxenstopp betrug drei Sekunden.
In der Schlussphase holte Power auf Montoya auf und versuchte in der 101. Runde ein Überholmanöver. Dabei wählte er vor der zehnten Kurve die Innenbahn. Die beiden Fahrer berührten sich und Power beschädigte sich den Frontflügel. Montoya blieb in Führung. Sechs Runden vor dem Ende verlor Power erneut den Anschluss, als Montoya beim Überrunden von Karam besser an diesem vorbeikam.
Montoya gewann das Rennen schließlich vor Power. Es war Montoyas erster IndyCar-Sieg auf einem Straßenkurs seit dem Molson Indy Vancouver 1999 und der 175. IndyCar-Sieg für das Team Penske. Kanaan wurde Dritter und verhinderte damit, dass Penske die ersten vier Positionen belegte. Die weiteren Penske-Fahrer Castroneves und Pagenaud erreichten die Plätze vier und fünf. Mit Bourdais auf Rang sechs war es ein Sechsfachsieg für Chevrolet. Hunter-Reay war als Siebter bester Honda-Pilot. Die Top 10 wurden von Hawksworth, Filippi und Andretti komplettiert.

## Meldeliste
Alle Teams und Fahrer verwendeten das Chassis Dallara DW12 und Reifen von Firestone.
| Team                           | Nr. | Fahrer              | Aero-Kit/Motor |
| ------------------------------ | --- | ------------------- | -------------- |
| Verizon Team Penske            | 01  | Will Power          | Chevrolet      |
| Team Penske                    | 02  | Juan Pablo Montoya  | Chevrolet      |
| Team Penske                    | 03  | Hélio Castroneves   | Chevrolet      |
| Team Penske                    | 22  | Simon Pagenaud      | Chevrolet      |
| KV Racing Technology           | 04  | Stefano Coletti     | Chevrolet      |
| Schmidt Peterson Motorsports   | 05  | James Hinchcliffe   | Honda          |
| Schmidt Peterson Motorsports   | 07  | James Jakes         | Honda          |
| Chip Ganassi Racing Teams      | 08  | Sage Karam          | Chevrolet      |
| Chip Ganassi Racing Teams      | 09  | Scott Dixon         | Chevrolet      |
| Chip Ganassi Racing Teams      | 10  | Tony Kanaan         | Chevrolet      |
| Chip Ganassi Racing Teams      | 83  | Charlie Kimball     | Chevrolet      |
| KVSH Racing                    | 11  | Sébastien Bourdais  | Chevrolet      |
| A. J. Foyt Enterprises         | 14  | Takuma Satō         | Honda          |
| A. J. Foyt Enterprises         | 41  | Jack Hawksworth     | Honda          |
| Rahal Letterman Lanigan Racing | 15  | Graham Rahal        | Honda          |
| Dale Coyne Racing              | 18  | Carlos Huertas      | Honda          |
| Dale Coyne Racing              | 19  | Francesco Dracone   | Honda          |
| CFH Racing                     | 20  | Luca Filippi        | Chevrolet      |
| CFH Racing                     | 67  | Josef Newgarden     | Chevrolet      |
| Andretti Autosport             | 25  | Simona de Silvestro | Honda          |
| Andretti Autosport             | 26  | Carlos Muñoz        | Honda          |
| Andretti Autosport             | 27  | Marco Andretti      | Honda          |
| Andretti Autosport             | 28  | Ryan Hunter-Reay    | Honda          |
| BHA with Curb Agajanian        | 98  | Gabby Chaves        | Honda          |

Quelle: 

## Klassifikationen

### Qualifying
| Pos. | Fahrer              | Team                           | Fahrzeug          | Gruppe 1  | Gruppe 2  | Top 12    | FF6       | Start |
| ---- | ------------------- | ------------------------------ | ----------------- | --------- | --------- | --------- | --------- | ----- |
| 01   | Will Power          | Verizon Team Penske            | Dallara-Chevrolet | —         | 1:00,8344 | 1:00,6509 | 1:00,6931 | 01    |
| 02   | Simon Pagenaud      | Team Penske                    | Dallara-Chevrolet | 1:01,4300 | —         | 1:00,8645 | 1:00,7252 | 02    |
| 03   | Hélio Castroneves   | Team Penske                    | Dallara-Chevrolet | —         | 1:01,0488 | 1:01,0425 | 1:00,8356 | 03    |
| 04   | Juan Pablo Montoya  | Team Penske                    | Dallara-Chevrolet | —         | 1:01,1878 | 1:00,9720 | 1:00,8532 | 04    |
| 05   | Takuma Satō         | A. J. Foyt Enterprises         | Dallara-Honda     | 1:01,3370 | —         | 1:00,9704 | 1:01,1496 | 05    |
| 06   | Sébastien Bourdais  | KVSH Racing                    | Dallara-Chevrolet | —         | 1:01,4272 | 1:00,9378 | 1:01,1545 | 06    |
| 07   | Tony Kanaan         | Chip Ganassi Racing Teams      | Dallara-Chevrolet | 1:01,4209 | —         | 1:01,1182 | —         | 07    |
| 08   | Ryan Hunter-Reay    | Andretti Autosport             | Dallara-Honda     | 1:01,4907 | —         | 1:01,1670 | —         | 08    |
| 09   | Scott Dixon         | Chip Ganassi Racing Teams      | Dallara-Chevrolet | —         | 1:01,1961 | 1:01,2285 | —         | 09    |
| 10   | Josef Newgarden     | CFH Racing                     | Dallara-Chevrolet | 1:01,4945 | —         | 1:01,2478 | —         | 10    |
| 11   | Simona de Silvestro | Andretti Autosport             | Dallara-Honda     | 1:01,5475 | —         | 1:01,3657 | —         | 11    |
| 12   | Marco Andretti      | Andretti Autosport             | Dallara-Honda     | —         | 1:01,3776 | 1:01,4765 | —         | 12    |
| 13   | Charlie Kimball     | Chip Ganassi Racing Teams      | Dallara-Chevrolet | 1:01,5727 | —         | —         | —         | 13    |
| 14   | Carlos Muñoz        | Andretti Autosport             | Dallara-Honda     | —         | 1:01,4890 | —         | —         | 14    |
| 15   | Graham Rahal        | Rahal Letterman Lanigan Racing | Dallara-Honda     | 1:01,5742 | —         | —         | —         | 15    |
| 16   | James Hinchcliffe   | Schmidt Peterson Motorsports   | Dallara-Honda     | —         | 1:01,5780 | —         | —         | 16    |
| 17   | Stefano Coletti     | KV Racing Technology           | Dallara-Chevrolet | 1:01,6727 | —         | —         | —         | 17    |
| 18   | Sage Karam          | Chip Ganassi Racing Teams      | Dallara-Chevrolet | —         | 1:01,8011 | —         | —         | 18    |
| 19   | Luca Filippi        | CFH Racing                     | Dallara-Chevrolet | 1:01,6736 | —         | —         | —         | 19    |
| 20   | James Jakes         | Schmidt Peterson Motorsports   | Dallara-Honda     | —         | 1:01,8323 | —         | —         | 20    |
| 21   | Jack Hawksworth     | A. J. Foyt Enterprises         | Dallara-Honda     | 1:02,0095 | —         | —         | —         | 21    |
| 22   | Gabby Chaves        | BHA with Curb Agajanian        | Dallara-Honda     | —         | 1:01,9705 | —         | —         | 22    |
| 23   | Francesco Dracone   | Dale Coyne Racing              | Dallara-Honda     | 1:04,2654 | —         | —         | —         | 23    |
| 24   | Carlos Huertas      | Dale Coyne Racing              | Dallara-Honda     | —         | 1:01,9716 | —         | —         | 24    |

Quellen: 

### Rennen
| Pos. | Fahrer              | Team                           | Fahrzeug          | Runden | Zeit         | Start | Führungsrunden |
| ---- | ------------------- | ------------------------------ | ----------------- | ------ | ------------ | ----- | -------------- |
| 01   | Juan Pablo Montoya  | Team Penske                    | Dallara-Chevrolet | 110    | 2:16:58,1079 | 04    | 27             |
| 02   | Will Power          | Verizon Team Penske            | Dallara-Chevrolet | 110    | + 0,9930     | 01    | 75             |
| 03   | Tony Kanaan         | Chip Ganassi Racing Teams      | Dallara-Chevrolet | 110    | + 11,1685    | 07    | 0              |
| 04   | Hélio Castroneves   | Team Penske                    | Dallara-Chevrolet | 110    | + 11,4376    | 03    | 01             |
| 05   | Simon Pagenaud      | Team Penske                    | Dallara-Chevrolet | 110    | + 12,3909    | 02    | 02             |
| 06   | Sébastien Bourdais  | KVSH Racing                    | Dallara-Chevrolet | 110    | + 16,4923    | 06    | 0              |
| 07   | Ryan Hunter-Reay    | Andretti Autosport             | Dallara-Honda     | 110    | + 27,7102    | 08    | 0              |
| 08   | Jack Hawksworth     | A. J. Foyt Enterprises         | Dallara-Honda     | 110    | + 34,9206    | 21    | 05             |
| 09   | Luca Filippi        | CFH Racing                     | Dallara-Chevrolet | 110    | + 38,1564    | 19    | 0              |
| 10   | Marco Andretti      | Andretti Autosport             | Dallara-Honda     | 110    | + 38,6910    | 12    | 0              |
| 11   | Graham Rahal        | Rahal Letterman Lanigan Racing | Dallara-Honda     | 110    | + 40,3895    | 15    | 0              |
| 12   | Josef Newgarden     | CFH Racing                     | Dallara-Chevrolet | 110    | + 51,7710    | 10    | 0              |
| 13   | Takuma Satō         | A. J. Foyt Enterprises         | Dallara-Honda     | 110    | + 52,2688    | 05    | 0              |
| 14   | Carlos Muñoz        | Andretti Autosport             | Dallara-Honda     | 110    | + 56,7210    | 14    | 0              |
| 15   | Scott Dixon         | Chip Ganassi Racing Teams      | Dallara-Chevrolet | 110    | + 59,6613    | 09    | 0              |
| 16   | James Hinchcliffe   | Schmidt Peterson Motorsports   | Dallara-Honda     | 110    | + 1:02,4581  | 16    | 0              |
| 17   | Gabby Chaves        | BHA with Curb Agajanian        | Dallara-Honda     | 110    | + 1:03,0667  | 22    | 0              |
| 18   | Simona de Silvestro | Andretti Autosport             | Dallara-Honda     | 110    | + 1:03,1422  | 11    | 0              |
| 19   | Sage Karam          | Chip Ganassi Racing Teams      | Dallara-Chevrolet | 109    | + 1 Runde    | 18    | 0              |
| 20   | Stefano Coletti     | KV Racing Technology           | Dallara-Chevrolet | 109    | + 1 Runde    | 17    | 0              |
| 21   | Charlie Kimball     | Chip Ganassi Racing Teams      | Dallara-Chevrolet | 109    | + 1 Runde    | 13    | 0              |
| 22   | James Jakes         | Schmidt Peterson Motorsports   | Dallara-Honda     | 100    | + 10 Runden  | 20    | 0              |
| 23   | Francesco Dracone   | Dale Coyne Racing              | Dallara-Honda     | 070    | DNF          | 23    | 0              |
| 24   | Carlos Huertas      | Dale Coyne Racing              | Dallara-Honda     | 019    | DNF          | 24    | 0              |

Quellen: 

#### Führungsabschnitte
| Abschnitt | Runden | Fahrer             |
| --------- | ------ | ------------------ |
| 1         | 1–21   | Will Power         |
| 2         | 22–23  | Simon Pagenaud     |
| 3         | 24–48  | Will Power         |
| 4         | 49–53  | Jack Hawksworth    |
| 5         | 54–82  | Will Power         |
| 6         | 83     | Hélio Castroneves  |
| 7         | 84–110 | Juan Pablo Montoya |

Quellen: 

#### Gelbphasen
| Nr. | Dauer | Runden | Grund für Gelbphase                                                 |
| --- | ----- | ------ | ------------------------------------------------------------------- |
| 1   | 2–4   | 3      | Trümmerteile in Kurve 9                                             |
| 2   | 26–31 | 6      | Trümmerteile in Kurve 9 und 12                                      |
| 3   | 34–36 | 3      | Trümmerteile in Kurve 10                                            |
| 4   | 47–52 | 6      | Kontakt: James Jakes (#7) und Simona de Silvestro (#25) in Kurve 14 |
| 5   | 54–57 | 4      | Kontakt: Graham Rahal (#15) und Charlie Kimball (#83) in Kurve 10   |

Quellen: 

## Punktestände nach dem Rennen

### Fahrerwertung
Die Punktevergabe wird hier erläutert.
| Pos. | Fahrer             | Punkte |
| ---- | ------------------ | ------ |
| 01.  | Juan Pablo Montoya | 51     |
| 02.  | Will Power         | 44     |
| 03.  | Tony Kanaan        | 35     |
| 04.  | Hélio Castroneves  | 33     |
| 05.  | Simon Pagenaud     | 31     |
| 06.  | Sébastien Bourdais | 28     |
| 07.  | Ryan Hunter-Reay   | 26     |
| 08.  | Jack Hawksworth    | 25     |

| Pos. | Fahrer            | Punkte |
| ---- | ----------------- | ------ |
| 09.  | Luca Filippi      | 22     |
| 10.  | Marco Andretti    | 20     |
| 11.  | Graham Rahal      | 19     |
| 12.  | Josef Newgarden   | 18     |
| 13.  | Takuma Satō       | 17     |
| 14.  | Carlos Muñoz      | 16     |
| 15.  | Scott Dixon       | 15     |
| 16.  | James Hinchcliffe | 14     |

| Pos. | Fahrer              | Punkte |
| ---- | ------------------- | ------ |
| 17.  | Gabby Chaves        | 13     |
| 18.  | Simona de Silvestro | 12     |
| 19.  | Sage Karam          | 11     |
| 20.  | Stefano Coletti     | 10     |
| 21.  | Charlie Kimball     | 9      |
| 22.  | James Jakes         | 8      |
| 23.  | Francesco Dracone   | 7      |
| 24.  | Carlos Huertas      | 6      |